# Carl Godlewski
Pour les articles homonymes, voir Godlewski.
Carl Borromäus Godlewski (né le 20 novembre 1862 à Dortmund et mort le 6 décembre 1949 à Mödling) est un clown, acrobate, maître de ballet, professeur de danse et chorégraphe allemand.

## Biographie
Il est le fils d'un employé de montage du chapiteau. Il se fait connaître comme clown et acrobate à la bascule (surtout pour le Circus Renz (de)).
Grâce à sa renommée, il devient professeur de danse auprès de l'aristocratie viennoise. Il danse avec Grete Wiesenthal, devient chorégraphe du Wiener Staatsoper, succédant à son maître, Joseph Haßreiter (de).
Il crée la chorégraphie de nombreux ballets, comme le mime Der Schneemann d'Erich Wolfgang Korngold. Il conçoit également des revues importantes pour le grand public, tels que Le tour du monde en 80 jours.
La carrière de Godlewski montre la politique culturelle de l'aristocratie viennoise vers la Première Guerre mondiale. Godlewski aime la culture populaire et prône la tolérance quand le maire de Vienne Karl Lueger exprime ouvertement son antisémitisme.
En 1955, une rue de Donaustadt est baptisée à son nom.